# Юмористическая фантастика
Юмористи́ческая фанта́стика — разновидность фантастики (включая научную фантастику и фэнтези), использующая юмористическую форму. Традиция соединения фантастического и комического зародилась в античности («Метаморфозы, или Золотой Осёл» Апулея).

## Юмористическая фантастика
Роман Д. Свифта «Путешествие Гулливера» сыграл принципиальную роль в рождении смехового варианта НФ-романа. Герберт Уэллс разрабатывал сатирическую линию в научной фантастике. В сатирико-юмористической НФ человеческий образ нередко переносится на образ инопланетного существа. Велико влияние Г. Уэллса на традицию сатирической антиутопии. Фантастика является сильным средством для обличительной сатиры, поэтому фантастическая сатира так обширна и разнообразна.

### Жанр в России
В России всегда были крепки позиции сатирической фантастики, высмеивающей общественные пороки сквозь призму невероятного (Н. В. Гоголь, Салтыков-Щедрин, Булгаков). С 70-х годов XX века в серии «ЗФ» издательства «Мир» начали публиковать переводные произведения юмористической фантастики Шекли, Гаррисона и некоторых других. Среди представителей советской юмористической фантастики: «Понедельник начинается в субботу» братьев Стругацких, «Чудеса в Гусляре» Кира Булычёва, «Тревожных симптомов нет» Ильи Варшавского, «Скромный гений» Вадима Шефнера, «Внимание: ахи!» Владлена Бахнова. Значительную роль в количественном развитии юмористической фантастики в России сыграл Андрей Белянин (романы «Меч Без Имени», «Моя жена — ведьма», «Тайный сыск царя Гороха»). В России направление юмористическое фэнтези начало бурно развиваться в количественном плане после кризиса 1998 года: каждый месяц появлялось по 6-7 новых авторов. При большом количестве авторов и книг русской юмористической фантастики её качество находится на низком уровне, качественными книгами могут похвастаться только Ольга Громыко, Михаил Бабкин, Владимир Свержин, Хольм Ван Зайчик. В качественном плане отечественная юмористическая фантастика пришла в упадок по объективным и субъективным причинам. Снизилось качество произведений даже таких признанных авторов юмористической фантастики, как Борис Штерн, Евгений Лукин, Лео Каганов, Вячеслав Рыбаков, Олег Дивов и Михаил Успенский. В количественном плане ведущую роль в отечественной юмористической фантастике занимает Дмитрий Емец и Андрей Белянин. В серии «Юмористическая фантастика» («ЭКСМО») упор делается на переизданиях: цикл А. Лютого «Рабин Гут», роман А. Миронова «Древнерусская игра», А. Уланова «Раз герой, два герой» и С. Костина «Легион безголовый». В аналогичной серии «Альфа-книги» главный автор — А. Белянин. Также в этом издательстве публикуются О. Громыко «Ведьмины байки», В. Леженда «Разборки олимпийского уровня», А. Зубко «Волхв — самозванец».

### Жанр в англоязычной литературе
К юмористической фантастике на английском языке можно отнести произведения следующих авторов:
Циклы рассказов «Хогбены» (1941, 1947—1949) и «Рассказы о Гэллегере» (1943, 1948) американца Генри Каттнера (в соавторстве с Кэтрин Мур). Первый сборник из пяти рассказов повествует о семейке мутантов Хогбенов, которые тихо живут в глубинке современной Америки. Их жизнь — цепь жизненных обстоятельств, когда они пытаются скрыться от людских глаз, используя свои способности. Второй сборник тоже из пяти рассказов содержит истории об изобретателе Гэллегере, который в алкогольном угаре придумывает гениальные изобретения, а потом решает появившиеся вследствие этого проблемы.
К интересной форме юмористической фантастики можно отнести сборник рассказов «Бар Гавагана» (он же «Самый странный бар во Вселенной» (1953) Лайона Спрэга де Кампа и Флетчера Прэтта. В этом баре, уютно устроившись за бокалом коктейля, завсегдатаи и гости делятся фантастическим историями, а порой эти истории происходят и в самом баре. Неожиданные богатства и разорения, необычные способности, исчезновения и появления, путешествия во времени, изобретения, заклятья и проклятья — вот лишь некоторые темы этих ироничных рассказов.
Рассказы и повести американского фантаста Уильяма Тенна, такие как «Берни по прозвищу Фауст», «Бруклинский проект», «Посыльный», «Срок авансом», «Шутник», «А моя мама — ведьма!» и многие другие. Тенн смеётся над человеческими качествами, добавляю в обычные события небольшой фантастический элемент. Произведения Тенна часто отдают сатирой.
Серия «Крыса из нержавеющей стали» (1961—2010) Гарри Гаррисона. Романы серии повествуют о космическом мошеннике и грабителе Джеймсе Боливаре Ди Гризе, который называет себя Стальной крысой (или Крысой из Нержавеющей стали). Смешной и роман «Фантастическая сага» о съёмках фильма во временах викингов. Сатиричен антивоенный фантастический роман Гаррисона «Билл — герой галактики».
В творчестве американца Роберта Шекли популярен юмористический сборник о двух компаньонах Астронавтического антиэнтропийного агентства по оздоровлению природной среды (ААА-ПОПС) Грегоре и Арнольде (семь рассказов). В этих рассказах герои вляпываются в неприятности, получая контракты с подвохом, из которых приходится выкручиваться. Многим внецикловым рассказам автора присущ не только юмор, но и сатира («Специалист», «Кое-что задаром», «Бухгалтер», «Пушка, которая не бабахает», «Опека» и другим). Известны три юмористических романа автора о частном сыщике Хобе Дракониане.
Произведения англичанина Эрика Фрэнка Рассела решены в сатирическом ключе: неразбериха на космическом корабле, когда команда, найдя непонятную запись в судовом реестре, придумывает под неё прибор (рассказ «Абракадабра»); военный шпионаж на чужой планете для подрыва сил противника («Оса») или попадание космического разведчика на незнакомую планету враждебного сообщества («Ближайший родственник» (он же «Плюс неизвестное»)). Автор смеётся над военной бюрократией и порядком, возведёнными в абсолют тупости.
Юмором пронизано главное произведение англичанина Дугласа Адамса — роман «Автостопом по галактике» (1979). Сильна иронично-сатирическая составляющая и в романах-продолжениях (четыре романа).
Одним из заметных смешных произведений в жанре альтернативной истории можно назвать книгу Лайона Спрэга де Кампа «Да не опустится тьма» (1939) о путешествии археолога первой половины 20 века в Рим 535 года. Приключения описывают изменения, которые вносит современный герой в общество, терзаемое религиозной разобщённостью, погрязшей во лжи и вероломстве. Задача героя — избежать упадка империи и наступление тёмных времён Средневековья. Талант автора придаёт серьёзным событиям заметную юмористическую направленность. К юмористической фэнтези автора можно отнести цикл «Новария», состоящий из шести опубликованных романов и отдельных рассказов.
К произведениям, имеющим долю юмора можно отнести фантастические произведения Марка Твена: «Янки из Коннектикута при дворе короля Артура», «Таинственный незнакомец», «Путешествие капитана Стормфилда в рай».

## Ироническое фэнтези
Комической разновидностью современной фантастики является ироническое фэнтези. Оно совмещает в себе признаки традиционного мифа, волшебной сказки и традиций неомифологической литературы конца XIX — начала XXI веков. Ироническое фэнтези оперирует мифологическими архетипами, применяет сказочные коллизии, сказочную образную систему и язык. Заимствованные из сказки и мифа архетипы, сочетающиеся с неомифологической иронией, приобретают в произведениях иронической фэнтези новую свежесть звучания. Однако фэнтези — это не миф и не сказка, даже не простой синтез этих двух жанров. Так, в текстах иронической фэнтези, несмотря на явную ориентацию на мифологическую модель, отсутствует религиозная сакральность, присущая любому мифу.
Основой для иронического фэнтези Восточной Европы стали произведения Терри Прачетта, но в этой разновидности фэнтези российские писатели сразу перешли к славянскому языческому прошлому. Основу отечественного иронического фэнтези заложил Михаил Успенский: романы «Там, где нас нет» (1995), «Во время Оно» и «Кого за смертью посылать». Другие примеры иронического фэнтези: «Катали мы ваше Солнце» (1997) Е. Лукина, «Чёрная стена» Л. Кудрявцева (сочетание иронии и абсурда). В ироническом фэнтези возможно рассмотрение серьёзных проблематик. Примером использования в рамках иронического фэнтези сатиры, гротеска и социального критицизма является антиутопия «Кысь» (2000) Т. Н. Толстой. С увеличением популярности иронического фэнтези на смену интересным идеям пришло много низкокачественных произведений-подделок конвейерного типа, наполненных штампами и увязших в легковесности.
Характерным примером произведения, сочетающего в себе научную фантастику, фэнтези и юмор, может служить роман Роберта Хайнлайна «Дорога славы» (1963). Здесь увлекательное приключение современного героя с Земли на планете Невия по опасной Дороге славы таит в себе множество комичных моментов и аллюзий на земные реалии. Автор смеётся над укладом жизни американцев, политикой, военщиной, рекламой, показывая общество, не обременённое моральными запретами и привычными нам коммерческими правилами.